# Erigeron krylovii
Erigeron krylovii là một loài thực vật có hoa trong họ Cúc. Loài này được Serg. mô tả khoa học đầu tiên năm 1945.